# Cariamanga
Cariamanga – miasto w południowym Ekwadorze, w prowincji Loja. Stolica kantonu Calvas.
Przez miasto przebiega droga krajowa E69.